# Brian Bell
Brian Bell (Iowa City, 9 dicembre 1968) è un chitarrista statunitense conosciuto come membro del gruppo alternative rock - pop punk/emo americano Weezer, dove suona la chitarra ritmica, si occupa dei cori e occasionalmente canta intere canzoni (anche se sa suonare il pianoforte, il basso elettrico, l'armonica e la batteria). Bell fa parte anche di un'altra band, gli Space Twins, e ultimamente, anche di un progetto chiamato The Relationship.

## Discografia
Con i Weezer

- 1994 – Weezer
- 1996 – Pinkerton
- 2001 – Weezer
- 2002 – Maladroit
- 2005 – Make Believe
- 2008 – Weezer
- 2009 – Raditude
- 2010 – Hurley
- 2010 – Death to False Metal
- 2014 – Everything Will Be Alright in the End
- 2016 – Weezer
- 2017 – Pacific Daydream
- 2019 – Weezer
- 2019 – Weezer
- 2020 – Van Weezer

Con i Space Twins
- 1994 – No Show (EP)
- 1997 – Osaka Aquabus (EP)
- 1998 – TV, Music, & Candy (EP)
- 2003 – The End of Imagining

Con i Carnival Art
- 1991 – Thrumdrone (LP)
- 1992 – Holy Smokes (EP)
- 1993 – Welcome to Vas Llegas (LP)
- 1991 – Blue Food and Black Sparks (EP)

 Con i The Relationship 
- 2010 – The Relationship (LP)
- 2017 – Break me Open (Singolo)
- 2017 – Clara Obscura (LP)